# Harold Cazneaux
Harold Cazneaux (30 de marzo de 1878 - 19 de junio de 1953) fue un fotógrafo australiano conocido por su trabajo fotográfico de tipo pictorialista.
Nació en Wellington en el seno de una familia de fotógrafos de origen australiano. En 1889 la familia se trasladó a Adelaida donde Harold realizó sus estudios secundarios. En 1896 comenzó a trabajar en el estudio fotográfico de Hammer&Co como retocador de fotografías junto a su padre, al mismo tiempo realizaba estudios en la Escuela de Arte de Adelaida. Destacando su ascendencia francesa cambió su apellido por Cazneaux añadiendo una x al final en 1904.
En 1898 tuvo ocasión de contemplar una exposición de fotos pictorialistas en la que destacaba el carácter artístico de la fotografía, lo que motivó su deseo de dedicarse a la misma. En 1906 comienza a realizar sus trabajos personales empleando papel Seltona, con el tiempo llegó a convertirse en un maestro en el uso del papel al carbón. En 1907 ingresó en la Sociedad Fotográfica de Nueva Gales del Sur de la que fue elegido presidente en 1917. 
Su trabajo mantuvo una línea pictorialista y en 1916, junto a Cecil Bostock, James Stening, W.S. White, Malcolm McKinnon y James Paton, fundó el Camera Circle de Sídney. Este grupo seguía los pasos del Linked Ring, el Photo Club de París y la Photo-Secession en sus comienzos organizando exposiciones y difundiendo el concepto de la fotografía como arte. En 1922 fue elegido como su primer presidente.
Un trabajo significativo fue el realizado entre 1925 y 1932 recogiendo los trabajos de la construcción del puente Harbour en Sídney.
Su primera exposición la realizó en al Sociedad Fotográfica de Nueva Gales del Sur en Sídney en 1909 y un año después recibió su primer premio de la revista inglesa Amateur Photography, su primer libro se publicó en 1919. Desde esos principios su trabajo se desarrolló con un alto grado de reconocimiento, convirtiéndose en el primer australiano que fue miembro honorario de la Royal Photographic Society.
Un año antes de su fallecimiento recibió un homenaje multitudinario de todos los clubs fotográficos de Australia. Su obra ha sido expuesta en numerosas ocasiones tras su muerte y parte de ella se puede encontrar en los fondos de la Biblioteca Nacional de Australia.